# Slavko Puljić
Slavko Puljić, bosansko-hercegovski general, * 3. julij 1960, † 7. december 2013.
Bil je namestnik Načelnika Združenega štaba Oboroženih sil Bosne in Hercegovine za podporo
in ambasador Bosne in Hercegovine v Republiki Sloveniji od leta 2012 do svoje smrti v letu 2013.